# Melanoplus macclungi
Melanoplus macclungi är en insektsart som beskrevs av Rehn, J.A.G. 1946. Melanoplus macclungi ingår i släktet Melanoplus och familjen gräshoppor. Inga underarter finns listade i Catalogue of Life.